# Saint-Georges, Charente
 Saint-Georges  là một xã ở tỉnh Charente phía tây nước Pháp. Xã này có diện tích 2,25 km², dân số năm 1999 là 67 người. Khu vực này có độ cao trung bình 122 mét trên mực nước biển.